# Myron Schaeffer
Myron Schaeffer (Sigmund Miles Boruch Shapiro; * 11. November 1908 in Barberton/Ohio; † Januar 1965 in Toronto, Ontario, Kanada) war ein US-amerikanischer Komponist, Musikwissenschaftler und –pädagoge.

## Leben
Schaeffer studierte von 1928 bis 1931 Klavier am Oberlin College und erlangte 1930 den Bachelorgrad am Oberlin Conservatory of Music. Darauf studierte er Musikwissenschaft an der Western Reserve University (PhD 1937), wo er ab 1935 auch selbst unterrichtete. 1937 reiste er nach Europa, wo er seine Ausbildung bei Donald Tovey und den Benediktinermönchen der Abtei Saint-Pierre de Solesmes fortsetzte. Nach seiner Rückkehr in die USA studierte er Komposition bei Joseph Schillinger.
1940–41 gab Schaeffer Graduiertenseminare an der Columbia University. 1941 übernahm er die Posten des Dekans des Collegs für Kunst und Wissenschaft der Universidad de Panamá und des Direktors des Instituto Interamericano de Etnomusicología, die er bis 1945 innehatte. Er betrieb in dieser Zeit Forschungen zur Musik der afrikanischen Sklaven auf den Westindischen Inseln. Bis Ende der 1950er Jahre reiste er durch Lateinamerika, forschte auf dem Gebiet der Musikethnologie und hielt Vorträge zum Thema auch in England, der Schweiz und Deutschland.
Ab 1958 unterrichtete er Musikwissenschaft an der University of Toronto. Mit Arnold Walter, dem Direktor der Fakultät für Musik, gründete er dort 1959 Kanadas erstes Studio für elektronische Musik (UTEMS). 1960 entwickelte er den Hamograph, ein elektronisches Instrument, das der rhythmischen Strukturierung elektronischer Musik dient.
Als Komponist trat Schaeffer vor allem mit elektroakustischer Musik hervor. Unter anderem komponierte er die Musik zu Julian Roffmans Film Die teuflische Maske (The Mask, 1961) und Guy L. Cotés zweiteiliger Dokumentation Regards sur l'occultisme.

## Kompositionen
- Alexander Koshetz: The wond'rous news. Ukrainian Christmas für dreistimmigen Frauenchor a cappella, (Arrangement und englischer Text von Schaffer), 1940*White noise etude für Elektronik
- Summer Idyl (realisiert mit dem Hugh Le Caine Multitrack tape recorder; mit Arnold Walter und Harvey Olnick), 1959
- Dance R4 - 3 (realisiert mit Benutzung des Hamographs), 1961